# Lisa Flemming
Lisa Flemming es un personaje ficticio de la serie de televisión australiana Home and Away, interpretada por la actriz Rachael Beck desde el 5 de octubre de 2012 hasta  finales del mismo año.

## Biografía
Lisa aparece por primera vez en la bahía cuando se reúne con el doctor Sid Walker para discutir la fisioterapia de su hijo, Dexter Walker quien acababa de tener un accidente automovilístico. 
Durante una de las reuniones Lisa y Sid comienzan a coquetearse y terminan besándose en el coche de Sid. Cuando Dex comienza a sentir que es una carga para su papá y para sus hermanas Indigo Walker y Sasha Bezmel, Lisa le dice que no es así y que puede ser útil.
Poco después Sid le dice a Lisa que lo que pasó entre ellos fue un error y que no puede pasar de nuevo, sin embargo poco después Sid se disculpa y le pregunta si pueden seguir viéndose y ella acepta. Sid y lisa comienzan una relación pero la mantienen en secreto ya que Sid no quiere que afecte el tratamiento de su hijo, sin embargo cuando Dexter se da cuenta de que su padre y Lisa pasan mucho tiempo juntos comienza a cuestionar a Lisa y descubre que está casada con Neil. Preocupado por su padre Dexter le dice la verdad sobre Lisa y cuando Sid decide confrontarla Lisa le revela que está separada de su esposo, quien ocasionalmente es agresivo. Sid y Lisa deciden continuar su relación pero mantenerla en secreto de Neil, pero este comienza a sospechar y a acosar a Indi con respecto a la relación entre su padre y Lisa.
Poco después Sid es ingresado al hospital luego de que Neil lo golpeara en la cabeza, lo que preocupa a Indi y a Lisa. Más tarde su relación con Sid termina y ella se aleja de los Walker.